# Arabinogalactane
L'arabinogalactane est un polysaccharide biopolymère constitué de deux monosaccharides, l'arabinose et le galactose . On trouve dans la nature deux classes d'arabinogalactanes : les arabinogalactanes d'origine végétale et les arabinogalactanes d'origine microbienne. Chez les plantes, l'arabinogalactane est un composant majeur de nombreuses gommes, notamment la gomme arabique et la  gomme ghatti. On la trouve souvent liée à des protéines, et les protéines à arabinogalactanes (AGP) qui en résultent fonctionnent à la fois comme des molécules de signalisation et comme une colle pour cicatriser les blessures des plantes.